# Lapalud
Lapalud é uma comuna francesa na região administrativa da Provença-Alpes-Costa Azul, no departamento de Vaucluse. Estende-se por uma área de 17,37 km². Em 2010 a comuna tinha 3 895 habitantes (densidade: 224,2 hab./km²).